# Viken (commune de Höganäs)
Viken est une localité principalement située dans la commune de Höganäs, mais avec une très petite partie située dans la commune d'Helsingborg, dans le comté de Scanie en Suède.